# Euxoa villiersii
Euxoa villiersii är en fjärilsart som beskrevs av Achille Guenée 1837. Euxoa villiersii ingår i släktet Euxoa och familjen nattflyn. Inga underarter finns listade i Catalogue of Life.